# 柳權烈
柳權烈，韓國攝影師。主要是韓國綜藝節目《Running man》主持劉在錫的跟拍攝影師。他原本是另一位前主持Gary的跟拍攝影師，但後因為在第二集跟拍時跟錯了劉在錫所以才誤打誤撞成為了劉在錫的跟拍攝影師。
柳權烈雖然不是《Running man》的主持人班底之一，但他也經常有機會出現在鏡頭前，例如主持們把食物分享給幕後的工作人員時。加上本身的喜劇感，所以他也有一定的知名度。憨厚的他配上靈活的劉在錫，兩個人之間經常碰撞出許多搞笑火花，這個組合也意外成為焦點。
他被人稱為「神之跟拍」，因為其跟拍的主持人劉在錫被稱為「劉大神」。

## 外部連結
- 柳權烈的Instagram帳戶